# 侯體隨
侯体随，字从甫，号汜叶，河南杞县人，清朝政治人物、同進士出身。

## 生平
順治十五年（1658年）戊戌科進士，官至景宁縣知县。工詩，有有《汜叶集》。